# Upucerthia albigula
Az Upucerthia albigula a madarak (Aves) osztályának verébalakúak (Passeriformes) rendjébe és a fazekasmadár-félék (Furnariidae) családjába tartozó faj.

## Rendszerezése
A fajt Carl Edward Hellmayr osztrák ornitológus írta le 1932-ben.

## Előfordulása
Az Andok-hegységben, Chile és Peru területén honos. Természetes élőhelyei a szubtrópusi és trópusi magashegyi cserjések, valamint szántóföldek és legelők. Állandó, nem vonuló faj.

## Megjelenése
Testhossza 18–19 centiméter, testtömege 36–42 gramm. Csőre görbe, torka fehér. Tollazata felül vöröses barna, alul világosabb barna.

## Természetvédelmi helyzete
Az elterjedési területe elég nagy, egyedszáma viszont csökken, de még nem éri el a kritikus szintet. A Természetvédelmi Világszövetség Vörös listáján nem fenyegetett fajként szerepel.